# Кит Жерве
Ременезуб антильський або Кит Жерве (Mesoplodon europaeus) — кит з роду Ременезуб, родини Дзьоборилові. В довжину досягає 6, 7 метра. Зуби сидять біля заднього кінця нижньощелепного симфізу. Коронки маленькі, збоку мають трикутну форму. Живе в тропічних і субтропічних водах Північної Атлантики.
| Панда | Це незавершена стаття з теріології. Ви можете допомогти проєкту, виправивши або дописавши її. |